# 77755 Delémont
77755 Delémont este un asteroid din centura principală, descoperit pe 13 august 2001.